# Cheonbuk-myeon, Boryeong
Cheonbuk-myeon (koreanska: 천북면) är en socken i Sydkorea.  Den ligger i kommunen Boryeong i provinsen Södra Chungcheong, i den centrala delen av landet, 130 km söder om huvudstaden Seoul.